# API Platform
API Platform est un framework web utilisé pour générer des API REST et GraphQL, se basant sur le patron de conception MVC.
La partie serveur du framework est écrite en PHP et basée sur le framework Symfony, tandis que la partie client est écrite en JavaScript et TypeScript.

## Fonctionnalités
API Platform contient trois parties :
- Un backend comprenant les routes de l’API, supportant plusieurs format d’entrées et sorties pour la négociation de contenu, telles que JSON-LD, GraphQL, Hydra, JSON:API, XML, CSV, YAML, ou autres ;
- Un backend contenant la documentation de l’API, générée automatiquement et basé sur Swagger, utilisant le format de specification OpenAPI ;
- Un back office d’administration, basé sur React Admin, ainsi qu’un outil pour générer des progressive web app en plusieurs langages, comme React, Vue.js, Next.js, React Native, ou autres.

Côté backend, la création des entités est compatible avec les vocabulaires RDF Schema ou Schema.org, qui permettent de générer des entités PHP.
Ces modèles peuvent être persistés entre autres grâce à l'ORM Doctrine qui est compatible avec plusieurs DBMS ainsi que MongoDB, ou Elasticsearch pour les opérations de lecture.

## Versions
API Platform a été publié pour la première fois le 8 juin 2015 sous le nom d’api-bundle sous la Licence MIT, et publie ses nouvelles versions suivant un versionnage sémantique.

## Utilisation
La Commission européenne utilise API Platform pour créer ses nouvelles applications. Le framework est également utilisé par BeIn Sports, KPMG, Siemens, DHL, Accenture, EDF, General Electric, Meero, London Internet Exchange, Arte, Orange, Renault, BNP Paribas, Decathlon, France 24, France Télévisions, M6 et Libération.
Plusieurs projets open-source utilisent également le framework, tels que Sylius (de), CoopCycle, ou Mobicoop, et est populaire dans la communauté open-source PHP.